# Altica ampelophaga
Altica ampelophaga é uma espécie de insetos coleópteros polífagos pertencente à família Chrysomelidae.
A autoridade científica da espécie é Guérin-Méneville, tendo sido descrita no ano de 1858.
Trata-se de uma espécie presente no território português.